# Liljana Vaseva
Liljana Vaseva, född den 12 augusti 1955, är en bulgarisk roddare.
Hon tog OS-silver i fyra med styrman i samband med de olympiska roddtävlingarna 1976 i Montréal.